# Евер Банега
Евер Банега (ісп. Éver Banega, нар. 29 червня 1988, Росаріо) — аргентинський футболіст, півзахисник клубу «Аш-Шабаб» та національної збірної Аргентини.

## Клубна кар'єра
Народився 29 червня 1988 року в місті Росаріо. Вихованець футбольної школи клубу «Бока Хуніорс».
Дорослу футбольну кар'єру розпочав 2006 року в основній команді того ж клубу після відходу основного центрального півзахисника клубу Фернандо Гаго в «Реал Мадрид» і, незважаючи на свою молодість, успішно його замінив. Дебют Банеги в аргентинській Примері відбувся 10 лютого 2007 року у переможному для «Боки» матчі проти «Банфілда». У перший же рік виступів на дорослому рівні Банега став одним з ключових гравців «Боки» та привернув до себе увагу селекціонерів провідних клубів Європи, серед яких у ЗМІ називалися «Барселона», "Мілан"і"Ювентус"

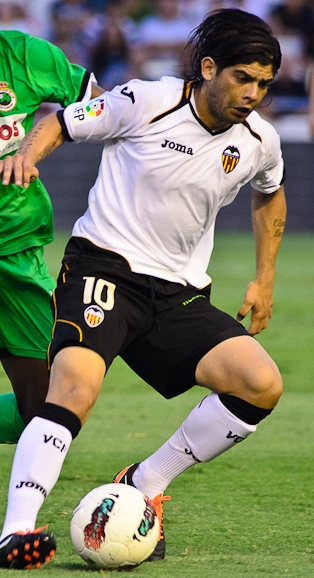
Евер Банега під час виступів за «Валенсію». 27 серпня 2011 року

Всього в клубі провів два сезони, взявши участь у 28 матчах чемпіонату. За цей час виборов титул володаря Кубка Лібертадорес.
5 січня 2008 року Банега підписав з іспанською «Валенсією» контракт на п'ять з половиною років. За його перехід «Валенсія» заплатила 18 мільйонів євро. Вже через 8 днів Банега дебютував за клуб в матчі Чемпіонату Іспанії проти «Атлетико Мадрид», вийшовши на заміну після перерви та відігравши весь другий тайм. В дебютному сезоні в Іспанії Банега зіграв 12 матчів у Прімері та допоміг «Валенсії» виграти Кубок Іспанії.
У сезоні 2008–2009 грав в оренді за мадридський «Атлетико», потім повернувся до табору «кажанів». Але в сезоні 2010-11 місце Евера Банеги у стартовому складі «Валенсії» сумніву вже не піддавалося. Він був задіяний тренером Унаї Емері головним чином на позиції плеймейкера, але також відпрацьовував і в обороні команди.
У лютому 2012 року Банега отримав травму, через яку він пропустив близько 6 місяців — перелом великогомілкової та малогомілкової кістки. Інцидент стався на заправній станції: аргентинець забув поставити автомобіль на ручне гальмо, і той проїхав йому по нозі.
Загалом відіграв за валенсійський клуб 136 матчів в національному чемпіонаті, після чого на початку 2014 року на півроку повернувся на батьківщину, де на умовах оренди грав за «Ньюелз Олд Бойз».
19 серпня 2014 року уклав контракт із «Севільєю», куди його запросив головний тренер Унаї Емері, який працював з Банегою у «Валенсії».
2016 року перейшов до італійського «Інтернаціонале», де провів один рік.
3 липня 2017 року було офіційно оголошено про повернення Банеги до «Севільї».

## Виступи за збірні
2007 року залучався до складу молодіжної збірної Аргентини, у складі якої став переможцем чемпіонату світу 2007 серед гравців до 20 років. На молодіжному рівні зіграв у 14 офіційних матчах.
6 лютого 2008 року Банега дебютував в національній збірній Аргентини в товариському матчі зі збірною Гватемали, виграному аргентинцями з рахунком 5:0. У червні 2008 року він був включений в заявку збірної Аргентини на Олімпійські ігри у Пекіні, де став разом з командою олімпійським чемпіоном, зігравши у двох матчах, в тому числі і у фіналі.
У складі національної збірної був учасником домашнього для аргентинців розіграшу Кубка Америки 2011 року, де двічі виходив на поле в іграх групового етапу.
Згодом взяв участь у двох Кубках Америки — у 2015 і 2016 роках, на обох турнірах аргентинці сягнули фіналів, в яких обидва рази зазнали прикрих поразок від збірної Чилі у серіях післяматчевих пенальті після нульових нічиїх в основний і додатковий час. На першому турнірі Банега взяв участь у п'яти з шести ігор, здебільшого виходячи на заміну наприкінці матчу, а на другому виходив на поле у стартовому складі у всіх матчах, у першому з яких, грі групового етапу проти збірної Чилі, став автором другого і, як згодом з'ясувалося, переможного голу аргентинців.
У травні 2018 року 29-річний півзахисник був включений до заявки збірної на свою першу світову першість — тогорічний чемпіонат світу в Росії.
| Дата       | Місто                  | Господарі  | Результат               | Гості      | Турнір                          | Голи | Примітки    |
| ---------- | ---------------------- | ---------- | ----------------------- | ---------- | ------------------------------- | ---- | ----------- |
| 4-6-2008   | Сан-Дієго              | Мексика    | 1 – 4                   | Аргентина  | товариський матч                | -    | 78'         |
| 8-6-2008   | Сан-Дієго              | США        | 0 – 0                   | Аргентина  | товариський матч                | -    | 88'         |
| 11-8-2010  | Дублін                 | Ірландія   | 0 – 1                   | Аргентина  | товариський матч                | -    |             |
| 7-9-2010   | Буенос-Айрес           | Аргентина  | 4 – 1                   | Іспанія    | товариський матч                | -    |             |
| 17-11-2010 | Доха                   | Аргентина  | 1 – 0                   | Бразилія   | товариський матч                | -    |             |
| 9-2-2011   | Женева                 | Аргентина  | 2 – 1                   | Португалія | товариський матч                | -    | 62'         |
| 26-3-2011  | Іст-Ратерфорд          | США        | 1 – 1                   | Аргентина  | товариський матч                | -    |             |
| 30-3-2011  | Сан-Хосе               | Коста-Рика | 0 – 0                   | Аргентина  | товариський матч                | -    | 46'         |
| 20-6-2011  | Буенос-Айрес           | Аргентина  | 4 – 0                   | Албанія    | товариський матч                | -    |             |
| 1-7-2011   | Ла-Плата (місто)       | Аргентина  | 1 – 1                   | Болівія    | Копа Америка 2011 - 1-й етап    | -    |             |
| 6-7-2011   | Санта-Фе               | Аргентина  | 0 – 0                   | Колумбія   | Копа Америка 2011 - 1-й етап    | -    | 72'         |
| 6-9-2011   | Дакка                  | Аргентина  | 3 – 1                   | Нігерія    | товариський матч                | -    | 76'         |
| 7-10-2011  | Буенос-Айрес           | Аргентина  | 4 – 1                   | Чилі       | Відбір до ЧС 2014               | -    | 45' 72'     |
| 11-10-2011 | Пуерто-ла-Крус         | Венесуела  | 1 – 0                   | Аргентина  | Відбір до ЧС 2014               | -    | 66'         |
| 6-2-2013   | Стокгольм              | Швеція     | 2 – 3                   | Аргентина  | товариський матч                | -    | 67'         |
| 22-3-2013  | Буенос-Айрес           | Аргентина  | 3 – 0                   | Венесуела  | Відбір до ЧС 2014               | -    | 62'         |
| 26-3-2013  | Ла-Пас                 | Болівія    | 1 – 1                   | Аргентина  | Відбір до ЧС 2014               | 1    | 47' - 62'   |
| 11-6-2013  | Кіто                   | Еквадор    | 1 – 1                   | Аргентина  | Відбір до ЧС 2014               | -    | 76'         |
| 14-6-2013  | Гватемала (місто)      | Гватемала  | 0 – 4                   | Аргентина  | товариський матч                | -    | 71'         |
| 14-8-2013  | Рим                    | Італія     | 1 – 2                   | Аргентина  | товариський матч                | 1    | 46'         |
| 10-9-2013  | Асунсьйон              | Парагвай   | 2 – 5                   | Аргентина  | Відбір до ЧС 2014               | -    | 76'         |
| 11-10-2013 | Буенос-Айрес           | Аргентина  | 3 – 1                   | Перу       | Відбір до ЧС 2014               | -    |             |
| 15-10-2013 | Монтевідео             | Уругвай    | 3 – 2                   | Аргентина  | Відбір до ЧС 2014               | -    | 68'         |
| 15-11-2013 | Іст-Ратерфорд          | Еквадор    | 0 – 0                   | Аргентина  | товариський матч                | -    | 69'         |
| 14-10-2014 | Гонконг                | Гонконг    | 0 – 7                   | Аргентина  | товариський матч                | 1    |             |
| 12-11-2014 | Лондон                 | Аргентина  | 2 – 1                   | Хорватія   | товариський матч                | -    | 71'         |
| 28-3-2015  | Лендовер               | Сальвадор  | 0 – 2                   | Аргентина  | товариський матч                | -    |             |
| 31-3-2015  | Іст-Ратерфорд          | Аргентина  | 2 – 1                   | Еквадор    | товариський матч                | -    | 79'         |
| 6-6-2015   | Сан-Хуан               | Аргентина  | 5 – 0                   | Болівія    | товариський матч                | -    |             |
| 13-6-2015  | Ла-Серена (Чилі)       | Аргентина  | 2 – 2                   | Парагвай   | Копа Америка 2015 - 1-й етап    | -    | 80'         |
| 16-6-2015  | Ла-Серена (Чилі)       | Аргентина  | 1 – 0                   | Уругвай    | Копа Америка 2015 - 1-й етап    | -    | 78'         |
| 26-6-2015  | Вінья-дель-Мар         | Аргентина  | 0 – 0 (5 – 4 п.п.)      | Колумбія   | Копа Америка 2015 - чвертьфінал | -    | 77'         |
| 30-6-2015  | Консепсьйон            | Аргентина  | 6 – 1                   | Парагвай   | Копа Америка 2015 - півфінал    | -    | 73'         |
| 4-7-2015   | Сантьяго               | Чилі       | 0 – 0 д.ч. (4 - 1 п.п.) | Аргентина  | Копа Америка 2015 - Фінал       | -    | 81' - 90+1' |
| 4-9-2015   | Х'юстон                | Аргентина  | 7 – 0                   | Болівія    | товариський матч                | -    | 77'         |
| 8-9-2015   | Арлінгтон              | Аргентина  | 2 – 2                   | Мексика    | товариський матч                | -    |             |
| 13-11-2015 | Буенос-Айрес           | Аргентина  | 1 – 1                   | Бразилія   | Відбір до ЧС 2018               | -    | 81'         |
| 17-11-2015 | Барранкілья            | Колумбія   | 0 – 1                   | Аргентина  | Відбір до ЧС 2018               | -    |             |
| 24-3-2016  | Сантьяго               | Чилі       | 1 – 2                   | Аргентина  | Відбір до ЧС 2018               | -    | 73'         |
| 29-3-2016  | Кордова                | Аргентина  | 2 – 0                   | Болівія    | Відбір до ЧС 2018               | -    | 84'         |
| 27-5-2016  | Сан-Хуан               | Аргентина  | 1 – 0                   | Гондурас   | товариський матч                | -    | 64'         |
| 6-6-2016   | Санта-Клара            | Аргентина  | 2 – 1                   | Чилі       | Копа Америка 2016 - 1-й етап    | 1    |             |
| 10-6-2016  | Чикаго                 | Аргентина  | 5 – 0                   | Панама     | Копа Америка 2016 - 1-й етап    | -    |             |
| 14-6-2016  | Сіетл                  | Аргентина  | 3 – 0                   | Болівія    | Копа Америка 2016 - 1-й етап    | -    | 27' 46'     |
| 18-6-2016  | Фоксборо (Массачусетс) | Аргентина  | 4 – 1                   | Венесуела  | Копа Америка 2016 - чвертьфінал | -    | 80'         |
| 21-6-2016  | Х'юстон                | США        | 0 – 4                   | Аргентина  | Копа Америка 2016 - півфінал    | -    |             |
| 26-6-2016  | Іст-Ратерфорд          | Аргентина  | 0 – 0 д.ч. (2 - 4 п.п.) | Чилі       | Копа Америка 2016 - Фінал       | -    | 111'        |
| 6-9-2016   | Мерида                 | Венесуела  | 2 – 2                   | Аргентина  | Відбір до ЧС 2018               | -    |             |
| 6-10-2016  | Ліма                   | Перу       | 2 – 2                   | Аргентина  | Відбір до ЧС 2018               | -    | 73'         |
| 11-10-2016 | Кордова                | Аргентина  | 0 – 1                   | Парагвай   | Відбір до ЧС 2018               | -    | 70'         |
| 15-11-2016 | Сан-Хуан               | Аргентина  | 3 – 0                   | Колумбія   | Відбір до ЧС 2018               | -    | 37' 63'     |
| 23-3-2017  | Буенос-Айрес           | Аргентина  | 1 – 0                   | Чилі       | Відбір до ЧС 2018               | -    | 59'         |
| 28-3-2017  | Ла-Пас                 | Болівія    | 2 – 0                   | Аргентина  | Відбір до ЧС 2018               | -    | кап. - 41'  |
| 9-6-2017   | Мельбурн               | Бразилія   | 0 – 1                   | Аргентина  | Відбір до ЧС 2018               | -    | 81'         |
| 13-6-2017  | Сінгапур               | Сінгапур   | 0 – 6                   | Аргентина  | товариський матч                | -    | 46'         |
| 5-9-2017   | Буенос-Айрес           | Аргентина  | 1 – 1                   | Венесуела  | Відбір до ЧС 2018               | -    | 14'         |
| 5-10-2017  | Буенос-Айрес           | Аргентина  | 0 – 0                   | Перу       | Відбір до ЧС 2018               | -    | 60'         |
| 11-11-2017 | Москва                 | Росія      | 0 – 1                   | Аргентина  | товариський матч                | -    | 87'         |
| 14-11-2017 | Краснодар              | Аргентина  | 2 – 4                   | Нігерія    | товариський матч                | 1    |             |
| 23-3-2018  | Манчестер              | Аргентина  | 2 – 0                   | Італія     | товариський матч                | 1    | 64'         |
| 27-3-2018  | Мадрид                 | Іспанія    | 6 – 1                   | Аргентина  | товариський матч                | -    | 62'         |
| Усього     |                        | Матчів     | 61                      |            | Голів                           | 6    |             |

## Титули і досягнення

### Клуб
- Володар Кубка Лібертадорес (1):

«Бока Хуніорс»: 2007
- Володар Кубка Іспанії (1):

«Валенсія»: 2007-08
- Переможець Ліги Європи (2):

«Севілья»: 2014-15, 2015-16, 2019-20

### Збірна
- Переможець молодіжного чемпіонату світу (1):

Аргентина U-20: 2007
- Олімпійський чемпіон (1):

Аргентина (ол.): 2008
- Срібний призер Кубка Америки: 2015, 2016
- Переможець Суперкласіко де лас Амерікас: 2017